# Módulo de serviço

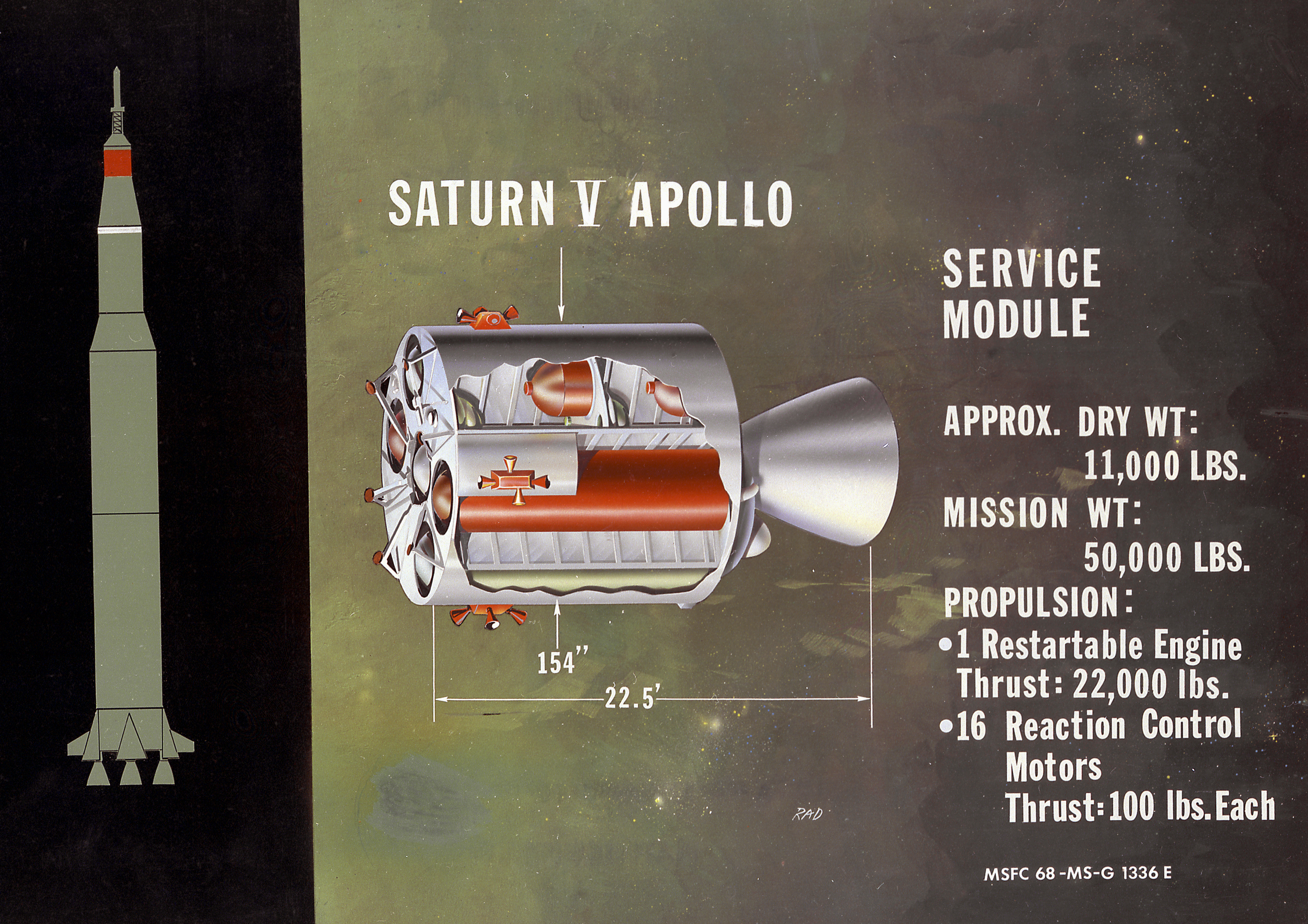
Visão em corte do módulo de serviço do Projeto Apollo.

Módulo de serviço (ou módulo de equipamento) é um compartimento da espaçonave contendo uma grande variedade de equipamentos e sistemas de suporte à missão. Normalmente localizado na área inabitada da espaçonave, o módulo de serviço é ejetado depois do término da missão, e em geral "queima" durante a reentrada na atmosfera. O módulo de serviço é equivalente a plataforma sobre a qual um satélite ou sonda espacial são construídos.